# داب جونز
ويل "داب" جونز Will J. "Dub" Jones (14 مايو 1928 – 16 يناير 2000) كان مغني آر أند بي أمريكي. ولد في شريفيبورت في لويزيانا ، ومات في لونغ بيتش في كاليفورنيا.  أدرج اسمه في قاعة مشاهير الروك آند رول كعضو في فرقة ذا كوسترز في عام 1987.

## روابط خارجية
- موقع ذا كوسترز